# 日光 (專輯)
《日光》是新西兰创作歌手洛德的第三张錄音室專輯，2021年8月20日由环球音乐发行。洛德与美国音乐家杰克·安东诺夫共同创作并制作了这张专辑，二人曾共同制作过她的第二张录音室专辑《狂想曲》（2017年）。出于环保的考虑，她选择不使用CD形式发行音乐，而是将《日光》发布到数字音乐平台、流媒体服务上，并且仅作为黑膠唱片发行。
在专辑发布之前，洛德曾在2021年6月发表回忆录《去南方（Going South）》，该书记录了2019年洛德访问南极洲的经历。她称之为专辑的前身。她说《日光》这个标题的灵感便来源于这次旅行。在创作这张唱片时，她“感觉（她）没什么负担，可以放轻松一点”。整张专辑释出前，她发行了三首单曲：首先于发生日环食的一天发行了主打单曲和专辑同名单曲“日光（Solar Power）”，此曲一经发行便登上各个国家的歌曲榜单，在新西兰单曲榜上排名第二。《在美甲店里飘飘然（Stoned at the Nail Salon）》 和《情绪指环（Mood Ring）》 紧随其后，直到发行专辑的全部歌曲。
Lorde把《日光》归为她的“杂草专辑”， 该专辑是由原声吉他编曲、类属迷幻流行和独立民谣的音乐作品，一改前两张专辑中以合成器为主的舞曲风格。专辑歌词围绕着“唯我主义”和“夏日逃避主义”。主要讲述了洛德在家乡新西兰的闲暇时光，同时表达了她对名誉和所谓的明星文化的蔑视。乐评人对这张专辑的评价两极分化，他们都很欣赏洛德成熟的嗓音，但在歌曲创作上持不同意见；一些评论家对该专辑中悠闲的音乐和感性的主题提出称赞，而其他评论家则认为这张专辑完成度不高，歌词听起来让人提不起兴趣。
《日光》取得了不错的销量成绩（包括实销专辑），在澳大利亚和新西兰销量排名第一，并在奥地利、比利时、加拿大、荷兰、德国、爱尔兰、葡萄牙、西班牙、瑞典、苏格兰、瑞士、英国和美国均跻身专辑销量排行榜前十。它还在美国公告牌另类专辑排行榜上名列前茅。为了宣传这张专辑，洛德计划于 2022 年 2 月开始她的第三次巡回演唱会，名为“日光之旅”。巡演地点覆盖大洋洲、北美洲和欧洲。《日光》的毛利语版本EP《日光世界（Te Ao Mārama）》于2021 年 9 月 9 日发行，作为《日光》专辑系列的音乐产品。该EP包括《日光》中五首曲目的毛利语版本组成。

## 专辑背后
2017 年 6 月 16 日，洛德发行了她的第二张录音室专辑《狂想曲》 ，获得普遍好评。 该专辑获得众多乐评家的青睐，在多个年度最佳专辑排行榜上均名列前茅， 但这张专辑的销量不比她的首张录音室专辑《纯粹女英雄（Pure Heroine）》。《狂想曲》在第60 届格莱美颁奖典礼上被提名为格莱美年度最佳专辑。 次年10月，她以简报的方式（订阅Lorde官网的粉丝可以以邮件方式收到Lorde的简讯）向歌迷透露，她一直在学习钢琴，并希望在她的第三张专辑中使用更多乐器；但是她还透露，尽管如此，她还未“正式地”着手准备第三张专辑，且不确定何时完成专辑制作。  在《狂想曲》发布两周年之际，洛德确认Instagram上粉丝的评论：“这张专辑正在制作中”。她还透露，她已经学会了烤面包，还领养了一只狗和一只猫。 
基督城清真寺枪击事件发生于2019年3月。洛德于4 月参加为枪击事件受害者举办的慈善音乐会。这是自《狂想曲》世界巡回演唱会结束后的首次公开演出。 在她的狗珀尔患有各种疾病，最终不幸去世之后，洛德于下半年透露新专辑的发行将无限期推迟。她解释说，这只狗是新专辑创作中的重要内容，“这需要一些时间去消化，然后重新找到专辑的定位，现在 [她] 不确定专辑的方向，不知道创作出来的东西会是什么样的。” 她补充说，由于珀尔的去世，这张专辑不会“成为（和前两张专辑）同样的作品”，她写道：“现在这个巨大的痛苦在我心中沉淀，我的心脏正在围绕着它慢慢重建。我希望我能够完成这张专辑，并且与你们分享，我们将一如既往地共同成长。” 
在2020年三月接受Triple J采访时，洛德透露她一直在创作出“听起来令人激动”的“音乐片段”，但她补充道仍然“不知道会创作出什么样子的音乐”。 同年四月的另一个采访中，她被问到是否一直在进行新音乐的创作，她回答到“今年是高产的一年”。 同年五月，洛徳在发给粉丝的简报中说，在去年12月，她已经和杰克·安东夫（Jack Antonoff)一起在奥克兰和洛杉矶的录音室录制专辑。洛德与杰克曾合作过《狂想曲》。她还说道，由于COVID-19 大流行，两人正在远程工作。   制作人詹姆斯莱恩（James Ryan Ho）还透露，他一直积极参与洛德第三张专辑的创作。 同年6月21日，专辑的曲目列表和发行日期公布。  
我本以为我会做出一张“acid”风格的唱片，但后来并不是这样。我曾尝试着把这种“acid”风格加入到我的专辑制作中，但效果并不理想。所以这是一张‘杂草专辑’，但它是我最棒的杂草专辑之一。”——The New York Times
在 2021 年 8 月接受《纽约时报》采访时，洛德表示：“我创作的不是一张杰克·安东诺夫风格的专辑，而是一张洛德风格的专辑。杰克只是帮助我制作了这张唱片，他在专辑制作方面也非常听从我的意见”。当被问及《日光》这张专辑有多大的商业价值时，她表示她整张专辑只用了一台808 drum machine（一种旋律合成器），“专辑里面绝对没有能够轰动一时的大火单曲[...]因为我现在都不知道这种单曲究竟是什么”。这张专辑，正如她之前所评价一样，让她觉得“可以轻轻松松，没有什么负担。”她将专辑的开场曲“小径（The Path）”描述为“和论文论题一样的专辑主题曲”。 
在接受斯蒂芬科拜尔（Stephen Colbert)的采访时，洛德透露专辑封面是她的朋友奥菲莉亚拍的，当时她正从海滩上跳过去 科尔伯特无法在电视上展示封面，洛德说这张照片略带“野性”，有点“硬核“，但她很喜欢这张照片。 在包括中国大陆，香港，日本，沙特阿拉伯和阿拉伯联合酋长国等一些销售市场，由于各国严格的审查制度，洛德的臀部被明亮的镜头光晕遮住。 

## 音乐和歌词
乐评家把《日光》描述为独立民谣、  民谣流行、 和迷幻唱片 。专辑特别带有迷幻民谣和迷幻流行风格。 它运用大量的吉他原声， 辅以软摇滚和电子元素。 洛德前两张专辑包含许多 舞曲元素，并大量使用了808 drum machine以及合成器。 而《日光》则选择了更“有机”、  “朴实”、且 不插电的声音。歌曲的制作精简，带有出人意料的和弦演奏和稀稀疏疏的打击声， 还使用了小型鼓。 专辑表达了逃避现实、回顾过去、 自我反省、 和唯我论的主题， 讨论了社会生活、明星文化、悲伤、气候危机、与自然的重新联系等话题。 

### 歌曲
在专辑的第一首曲目“小径（The Path）”中，洛德的歌声听起来非常“黑暗”，让人联想到情绪饱满的长笛的旋律。“如果你正在寻找救世主，那不是我”这一句台词是写给她的粉丝的。  这首歌的主题还包括明星身上承担的压力，歌词为“年轻的百万富翁因相机的闪光灯而噩梦不止”。   在音乐旋律上，这首歌采用 F 大调 ，节拍为每分钟92拍。接着便是专辑同名主打歌《日光》，然后便是第三首歌曲《加利福尼亚（California）》。歌曲开头提到了洛德的单曲《贵族（Royals）》 ”被卡罗尔·金授予格莱美年度歌曲奖。   《每日电讯报》称这首歌是“对好莱坞的有趣告别”。 在 2021 年 7 月的一次采访中，当被问及《日光》中哪一首歌最适合跟着旋律跳舞，洛德回答说是《加利福尼亚》。 
专辑中的第五首歌曲是《落下的果实（Fallen Fruit）》。《卫报》的劳拉·斯内普斯在专辑发行前曾把这首歌描述成“一首蕴涵着花儿力量的哀歌，来歌唱由洛德这一代继承的、已经残败不堪的伊甸园。” 这首歌谴责了前几代人对气候变化不作为的态度。   

## 专辑宣传
2020 年 10 月，洛德敦促她的粉丝在新西兰大选有关个人使用大麻和安乐死的公投中投票，并补充说：“明年我会回报你们。” 接下来的一个月，她宣布即将发行新书《去南方》 。这是一部回忆录，记录她 2019 年初去往南极洲的经历。她还说这本书对于她即将发行的专辑来说，是“一种完美的前奏; 她后来透露专辑名称的灵感来自这次旅行。  2021 年 5 月 25 日，她成为2022 年Primavera Sound音乐节的头条新闻，该音乐节的网站透露“她将带着她的第三张专辑回归乐坛”。   6 月 7 日，粉丝们泄露了单曲《日光》的歌曲名称和单曲封面。因此，洛德在她的网站上对单曲泄露进行调侃，并附上了一条消息：“专辑将于 2021 年发布.......耐心是一种美德。”   6 月 10 日，这首歌在云存储网站 dbree.org 上被泄露，并在特定国家和地区的Apple Music和Tidal 上短暂上架，随后被迅速删除 。单曲于当晚正式发布，发布时间恰逢当天的日食。    洛德在她给粉丝的简报中进一步证实，她即将发行的第三张专辑命名为《日光》”。 为了宣传这张专辑，Lorde 计划从2022年2月26日开始进行《日光》巡回演出，大洋洲、北美和欧洲的巡演日期已经公布。 
2021 年 7 月 27 日，著名杂志Vogue发布视频《洛德的 73 个快问快答》。Vogue就洛德的名气、儿时梦想和《日光》对她进行了采访。 在《纽约时报》于2021 年 8 月 12 日发表的一篇文章中，洛德讨论了这张专辑

### 单曲
专辑同名单曲《日光》于2021年6月发布，作为新专辑第一首主打歌。 当天，由洛德和乔尔·凯法利执导的音乐视频也在洛徳的YouTube上发布 。该单曲登上了许多国家的音乐排行榜，最好成绩是在新西兰单曲榜上排名第二， 在澳大利亚的ARIA 单曲榜上排名第 14， 在美国公告牌百强单曲榜上排名第 64。 
《在美甲店里飘飘然（Stoned at the Nail Salon）》作为第二首单曲于 7 月 22 日发行。 这首歌在澳大利亚、新西兰和爱尔兰的排行榜上成绩一般。   
2021年8月18日，专辑的第三首单曲《情绪戒指（Mood Ring）》发行，  其音乐视频也一同发布。 该单曲进入了新西兰单曲榜前 10 名的位置，并在公告牌全球 200 强单曲榜上排名第 93 位。 
2021 年 11 月 2 日，专辑的第四首单曲《落下的果实（Fallen Fruit）》 发行。同时，专辑的附加曲目《海伦（Helen of Troy）》和《不必嫉恨（Hold No Grudge）》页在流媒体平台上发布。  

## 专辑发行
出于环保原因，洛德并没有和之前专辑一样发行《日光》的CD专辑。她曾表示，她不想“制作出在两年内便会被填埋的东西 。取而代之的是，该专辑除了发行数字版本之外，还以环保音乐盒的形式发布。音乐盒包含洛德的手写笔记、独家照片和用于音乐下载的纸质卡片，这种形式能够代替实体CD来满足粉丝的收藏需求。 洛德表示，她想“创造一种环保、前瞻性的 CD 替代品”，所以创造出音乐盒的形式，来提供近似 CD 音质的高品质音乐下载。 音乐贸易杂志Hits指出，传统 CD 及其塑料包装盒所采用的塑料材料会污染世界海洋。 一些研究人员指出，黑胶唱片也是塑料制品，“数字音频文件虽然看起来是虚拟的，但它们仍然依赖于存储、处理和传输数据的基础设备。和生产线上常见的石化塑料相比，生产这些基础设备所排放的温室气体可能更高。” 
2021 年 9 月 9 日，洛德发布了一张名为《日光世界（Te Ao Mārama）》的EP，包含《日光》中五首歌曲的毛利语版本。Te Ao Mārama在毛利语中意为“光的世界”。 虽然洛德本人不是毛利人，但她与蒂莫迪卡雷图（Tīmoti Kāretu）爵士等毛利语言专家进行交流，与新西兰歌手比克隆加（Bic Runga）和马龙威廉姆斯（Marlon Williams）也进行了合作。该EP发型的原因是，“直至今天，特别是在新西兰的音乐产业中，毛利语和毛利文化一直遭受着不平等对待。” 该EP的收益将捐赠给慈善机构皇家森林和鸟类保护机构（Forest and Bird）和德华川崎慈善信托基金（Te Hua Kawariki Charitable Trust）。 

## 外部連結
- 官方网站
- 在Discogs上的《Solar Power》（发行列表）